# (100919) 1998 KU54
(100919) 1998 KU54 es un asteroide perteneciente al cinturón de asteroides, región del sistema solar que se encuentra entre las órbitas de Marte y Júpiter, descubierto el 23 de mayo de 1998 por el equipo del Lincoln Near-Earth Asteroid Research desde el Laboratorio Lincoln, Socorro, Nuevo México, Estados Unidos.

## Designación y nombre
Designado provisionalmente como 1998 KU54. 

## Características orbitales
1998 KU54 está situado a una distancia media del Sol de 2,414 ua, pudiendo alejarse hasta 2,961 ua y acercarse hasta 1,868 ua. Su excentricidad es 0,226 y la inclinación orbital 10,62 grados. Emplea 1370,73 días en completar una órbita alrededor del Sol.

## Características físicas
La magnitud absoluta de 1998 KU54 es 15,5. Tiene 4,267 km de diámetro y su albedo se estima en 0,074. 